# Lorenzo Serra Ferrer
Lorenzo Serra Ferrer (în catalană Llorenç Serra Ferrer; n. 5 martie 1953, sa Pobla⁠(d), Insulele Baleare⁠(d), Spania) este un antrenor spaniol de fotbal.
Cariera sa a fost asociată în principal cu Mallorca și Betis și s-a aflat în cadrul primei echipe în diferite alte funcții.

## Cariera de jucător
Născut în Sa Pobla, Mallorca, Insulele Baleare, Serra Ferrer a jucat trei ani cu amatorii locali UD Poblense în Tercera División, retrăgându-se din fotbal la doar 23 de ani.

## Cariera de antrenor

### Primii ani
După ce a antrenat echipa de tineret La Salle, Serra Ferrer s-a alăturat singurului său club la care a jucat în 1980. După două campionate naționale, i-a condus la prima promovare în Segunda División B în al doilea sezon.

### Mallorca
În 1983, Serra Ferrer a semnat pentru o altă parte din regiune, Mallorca, aflându-se doi ani la echipa lor secundară. În sezonul 1983–84, el a antrenat și echipa principală într-un singur meci ca manager interimar.
Serra Ferrer a promovat echipa de două ori în La Liga în timpul perioadei sale pe stadionul Lluís Sitjar, în 1986 și 1989, ajungând și în finala Copa del Rey în 1991, pierzând cu 1–0 în fața lui Atlético Madrid.

### Betis
După opt sezoane complete cu Mallorca, Serra Ferrer s-a alăturat Real Betis din Segunda División, câștigând imediat promovarea și, ulterior, obținând un al treilea loc în următorul sezon, imediat după campionii Real Madrid și Deportivo de La Coruña, în timp ce a dat cel mai bun record defensiv din ligă (25 de goluri în 38 de meciuri) și s-a calificat pentru Cupa UEFA. 
În 1997, Serra Ferrer și-a condus echipa în finala cupei interne (o înfrângere cu 3–2 în prelungiri împotriva Barcelonei), după ce i-a calificat încă o dată pe andaluzi pentru competițiile europene cu un al patrulea loc în ligă.

### Barcelona și revenirea la Betis
Serra Ferrer a trecut la Barcelona după finala Cupei Spaniei, dar a petrecut trei ani lucrând în funcții de director. În 2000-2001, după ce a fost numit succesorul lui Louis van Gaal în urma demiterii acestuia din urmă, el a antrenat echipa până în ziua a 31-a, fiind concediat după o înfrângere cu 3-1 la Osasuna, și cu catalanii ajungând pe poziția a cincea, după liderul Real Madrid la o diferență de 17 puncte; a fost înlocuit de fosta legendă a clubului Carles Rexach.
În 2004, Serra Ferrer s-a întors la Betis, conducând-o la un alt top-patru în clasamentul ligii – cu calificarea ulterioară în UEFA Champions League, prima dată – precum și câștigând Cupa Spaniei din acel sezon.  În sezonul următor, echipa a reușit să se claseze doar pe locul 14 în ligă, fiind eliminată și în faza grupelor Ligii Campionilor, în ciuda unei victorii cu 1-0 pe teren propriu împotriva lui Chelsea.

### AEK Atena
Serra Ferrer s-a alăturat AEK Atena din Grecia în vara anului 2006. În primul său sezon, a condus clubul pe locul doi în liga internă, iar echipa a obținut și primele victorii în Liga Campionilor împotriva Lille și AC Milan, fiind în cele din urmă eliminată în faza grupelor.
La sfârșitul lui mai 2007, Serra Ferrer a semnat o prelungire cu patru ani a contractului său, care urma să expire la sfârșitul anului 2007-2008. Pe 13 august, când AEK a fost selectat să joace împotriva Sevillei în turul trei de calificare al Ligii Campionilor, el a declarat: „Regalia (vs. Sevilla) va fi foarte emoționantă pentru mine”, adăugând „Mă voi întoarce într-un oraș pe care îl iubesc foarte mult”. Spaniolii au câștigat în cele din urmă cu 6–1 la puncte însumate.
Pe 12 februarie 2008, Serra Ferrer a fost concediat după o ieșire anticipată din Cupa Greciei și o evoluție slabă în ligă, care a făcut ca echipa să scadă de la prima poziție la a treia în decurs de o săptămână.

### Revenirea la Mallorca
La 29 iunie 2010, un grup condus de Serra Ferrer a devenit noul proprietar al Mallorca, preluând-o de la acționarul principal Mateu Alemany pentru o sumă estimată a fi în jur de 2 milioane EUR. La 9 iulie a fost numit vicepreședinte și director de fotbal al clubului, deoarece acesta era în curs de insolvență, încercând să scape de datorii de până la 85 de milioane de euro.

## Rezultate

### Poblense
- Tercera División: 1980–81, 1981–82

### Mallorca
- Vicecampion Copa del Rey: 1990–91[18]

### Betis
- Copa del Rey: 2004–05;[19] locul secund: 1996–97[20]